# Billings Volcanos
I Billings Volcanos sono stati una franchigia di pallacanestro della CBA, con sede a Billings, nel Montana, attivi tra il 1979 e il 1983.
Vennero fondati nel 1979 come Hawaii Volcanos, con sede a Honolulu e Hilo. Si trasferirono a Billings nel 1980.
Raggiunsero la finale CBA nel 1981-82, perdendola per 4-1 con i Lancaster Lightning.

## Stagioni
| Stagione | Lega | Denominazione     | V  | P  | %    | Piazzamento | Play-off             |
| -------- | ---- | ----------------- | -- | -- | ---- | ----------- | -------------------- |
| 1979-80  | CBA  | Hawaii Volcanos   | 20 | 25 | 44,4 | 4º          | Finale di conference |
| 1980-81  | CBA  | Billings Volcanos | 23 | 19 | 54,8 | 3º          | Finale di divisione  |
| 1981-82  | CBA  | Billings Volcanos | 32 | 14 | 69,6 | 1º          | Finale CBA           |
| 1982-83  | CBA  | Billings Volcanos | 20 | 25 | 45,4 | 3º          | -                    |